# ستيفن جيمس تايلور
ستيفن جيمس تايلور (بالإنجليزية: Stephen James Taylor)‏ هو ملحن أمريكي، ولد في 18 مارس 1967 في لوس أنجلوس في الولايات المتحدة.

## وصلات خارجية
- الموقع الرسمي
- ستيفن جيمس تايلور على موقع IMDb (الإنجليزية)
- ستيفن جيمس تايلور على موقع قاعدة بيانات الفيلم (الإنجليزية)